# Bukovec (Plzeň)
Bukovec (německy Bukowetz) je část statutárního města Plzeň v okrese Plzeň-město v Plzeňském kraji, nachází se na severovýchodě města. Bukovec je také název katastrálního území o rozloze 3,34 km².

## Historie
První stopy lidského osídlení v této lokalitě jsou podle nálezů z doby 1 500 – 500 let před naším letopočtem. První Slované se na ostrohu nad Bukovcem usídlili v 8. – 9. století, zdejší hradiště na Holém vrchu je nejvýznamnějším v Plzeňské kotlině.
Bukovec byl založen na svažujícím se ostrohu nad řekou Berounkou. Obec se rozkládá kolem cesty směřující k brodu přes řeku. První písemná zmínka pochází z roku 1379, tehdy Bukovec patřil k panství v Červeném Hrádku, které bylo ve vlastnictví Heřmana z Nečtin. V roce 1724 hrádecké panství i s Bukovcem, který tehdy tvořilo 14 stavení, koupilo město Plzeň. Obec se postupně začala rozrůstat. V 19. století nastal větší rozvoj, v roce 1838 již zde žilo 142 obyvatel ve 23 domech. Obyvatelé nacházeli práci ve dvou cihelnách, dvou mlýnech a v zemědělství – pěstoval se tu také chmel pro pivovar v Červeném Hrádku. Od roku 1862 vedla kolem vsi železnice do Prahy, přes veškeré snahy bukoveckých se nikdy nepodařilo zřídit zde železniční zastávku. Začal se rozvíjet i průmysl, v roce 1870 jeden z mlýnů koupili bratři Weissové a přestavěli jej na papírnu, již v roce 1871 vyrobili první papír. V roce 1912 továrna vyhořela, ale byla obnovena, později k ní dokonce byla přivedena železniční vlečka a výroba papíru zde fungovala až do devadesátých let 20. století. Druhý mlýn koupila v roce 1929 firma Helmhacker a zřídila zde výrobnu chemických plynů, nyní je na břehu Berounky ruina bývalého mlýna.
S rozvojem průmyslu se objevil i společenský život. V roce 1897 byl založen Občansko – vzdělávací spolek Budoucnost, roku 1909 byl ustaven Sbor dobrovolných hasičů, který je velmi aktivní. V roce 1910 by při Sboru dobrovolných hasičů založen divadelní odbor. V roce 1915 byla založena Dělnická tělovýchovná jednota. Od roku 1921 s přestávkami existuje sportovní klub, nyní pod názvem SK Plzeň – Bukovec.
V roce 1920 bylo zavedeno elektrické osvětlení, v roce 1935 se začala budovat kanalizace. V roce 1936 bylo zřízeno koupaliště Na Haltýři napájené místním pramenem. V roce 1957 byl postaven nový Dům požárníků.
Bukovec byl samostatnou obcí až do roku 1950, kdy byl připojen k Plzni. Je součástí městského obvodu Plzeň 4 a patří, díky svému umístění v údolí řeky Berounky, k nejkrásnějším městským částem.

## Obyvatelstvo
| Rok            | 1869 | 1880 | 1890 | 1900 | 1910 | 1921 | 1930 | 1950 | 1961 | 1970 | 1980 | 1991 | 2001 | 2011 | 2021 |
| -------------- | ---- | ---- | ---- | ---- | ---- | ---- | ---- | ---- | ---- | ---- | ---- | ---- | ---- | ---- | ---- |
| Počet obyvatel | 230  | 289  | 392  | 491  | 664  | 604  | 639  | 618  | 566  | 456  | 439  | 406  | 446  | 508  | 567  |
| Počet domů     | 35   | 37   | 40   | 55   | 67   | 70   | 97   | 123  | 123  | 120  | 130  | 151  | 159  | 167  | 188  |

## Pamětihodnosti
- Na Holém vrchu se dochovaly terénní pozůstatky bukoveckého hradiště z doby halštatské. Později bylo znovu osídleno Slovany v raném středověku.[11]
- Myslivna Zábělá
- Zemědělské náměstí - malá trojúhelníková náves se zděnou pozdně klasicistní a historizující zástavbou z 19. století. 22. září 1995 vyhlášena vesnickou památkovou zónou.[12]
- Šestiboká pozdně barokní kaple Panny Marie se zvoničkou uprostřed Zemědělského náměstí, v roce 2019 opravena.[13]
- Drobná výklenková kaplička v oplocení domu č. p. 1 (novorenesančně přestavěném).[14]
- Pomník Mistra Jana Husa umístěný na konci vsi směrem k Chlumku (postavený ve dvacátých letech 20. století z iniciativy místního Sboru dobrovolných hasičů).
- Pomník bukoveckým vojákům padlým v první světové válce - Zemědělské náměstí (postavený ve 20. letech 20. století z iniciativy Sboru dobrovolných hasičů).[6]